# Дуань (племя)
Дуань (кит. 段) — древнее сяньбийское племя, основавшее государство Дуань (250—338).

## Происхождение
Дуань представляли собой одно из древнемонгольских сяньбийских племён, входивших в группу дунху. В составе дунху исследователями были выделены следующие основные племена: ухуань, сяньби, цифу, туфа, шивэй, кумоси, кидань, туюйхунь и жуаньжуань. К сяньби также относились племена мужун, тоба и юйвэнь.

## История

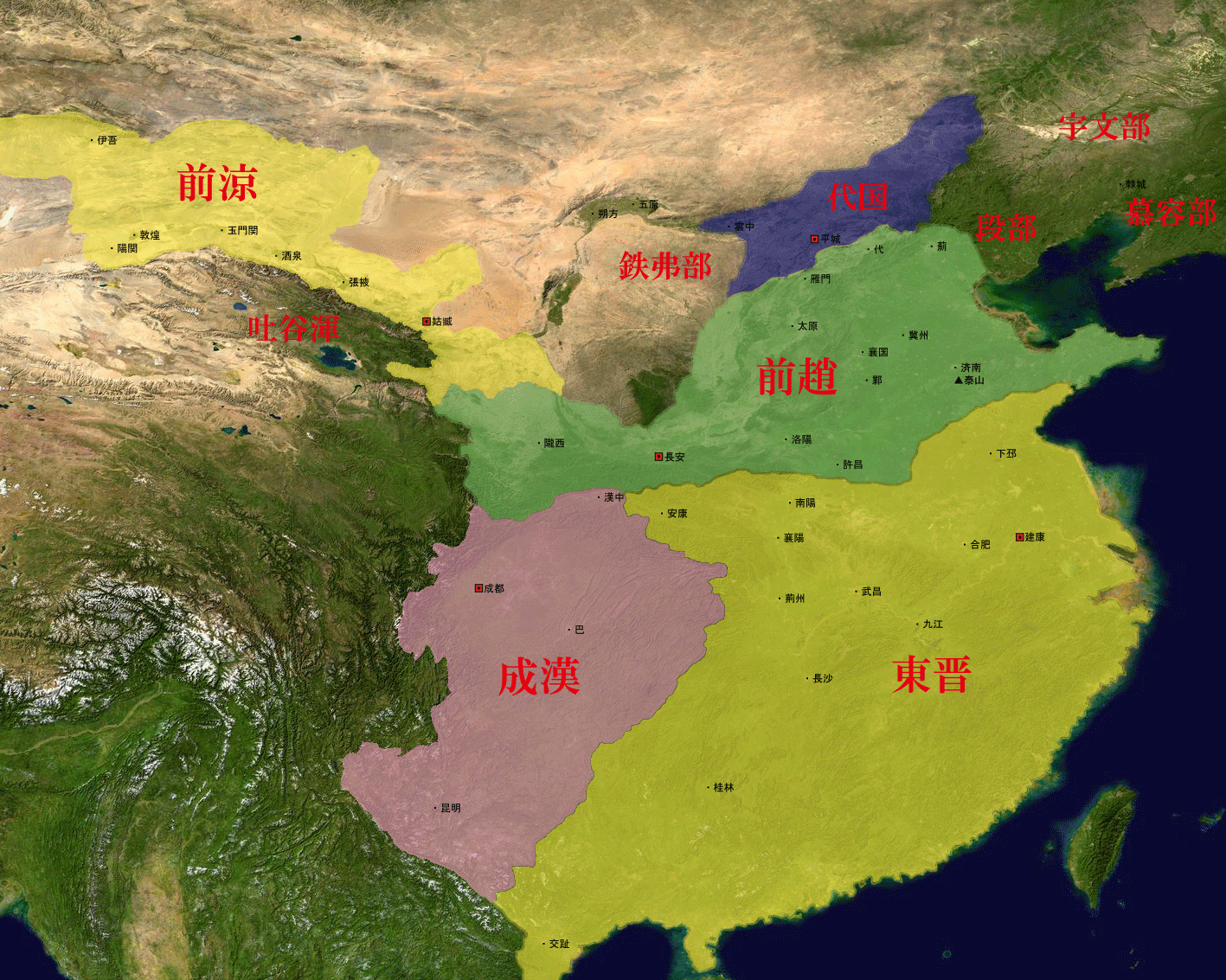
Государство Дуань отмечено иероглифами 段部

Государство Дуань возникло на берегах Ляодунского залива. Это было небольшое, но крепкое княжество. Культура преобладала сяньбийская. Прародителем племени дуань стал раб по имени Жилугюань, проданный в невольники в Юй-ян в дом Кужугуаня, ухуаньского вождя.
По Л. Н. Гумилёву, Жилугюань был невольником, но человеком необыкновенной силы воли и выдержки. В голодное время он был послан своим хозяином, знатным вельможей, в Ляоси, чтобы изыскать средства для прокорма людей. Он воспользовался этой возможностью, чтобы собрать вокруг себя всех недовольных жизнью бродяг.
Преемником Жилугюаня стал его младший брат Кичжень. Через некоторое время его сын и преемник, Умучэнь (Умучень), уже имел в своем распоряжении 50 тыс. конных лучников, а китайский дом Цзинь (265—420), всюду искавший союзников, даровал ему печать, а также титулы Великого шаньюя и Владыки Ляоси. Сначала дуани были союзниками Цзинь и враждовали с хуннами и сяньбийцами, а позже заключили союз с мужунами. В 302 году Умучень, имея в своём распоряжении 10 тыс. конницы, разбил хуннского правителя Ши Лэ под Фын-лун-шань.
После смерти Умученя правил Цзюлугюань. В 312 году Цзюлугюань с младшим братом Пиди и двоюродным братом Мобо с 50 тыс. конницы окружили Ши-лэ в Сян-го. Мобо был захвачен ратниками Ши-лэ, однако в находясь в плену, Мобо подружился с Ши-лэ, который «условился считаться с ним как отцу с сыном, заключил клятву и отпустил его». В дальнейшем Цзюлугюань решил отказаться от войны с Ши-лэ.
После смерти Цзюлугюаня Пиди начал борьбу за право владеть княжеством с Мобо и своим дядей Юйлинем. В дальнейшем Пиди пришлось покориться Ши-лэ, а Мобо объявил себя губернатором в области Ю-чжеу и расположился в Ляо-си.
После смерти Мобо вельможи поставили государем Хуляо, младшего брата Жилугюаня. В 338 году в период правления Хуляо дуани было разгромлены мужунским государством Ранняя Янь.